# Jacques Schlosser
Pour les articles homonymes, voir Schlosser.
Jacques Schlosser, né le 23 avril 1939 à Lembach (Bas-Rhin) et mort le 19 novembre 2024 à Strasbourg, est un prêtre catholique, exégète, professeur émérite d'exégèse du Nouveau Testament à la faculté de théologie catholique de Strasbourg dont il a été doyen de 1986 à 1991.

## Biographie
Jacques Schlosser est un spécialiste de Jésus et du Nouveau Testament.

## Publications
Une bibliographie complète de Jacques Schlosser jusqu'à la fin de son activité universitaire se trouve dans Le jugement dans l'un et l'autre Testament / Mélanges offerts à Jacques Schlosser, coll. « Lectio Divina » n°196, Cerf, Paris 2004, pp.375-381.
- Le Dieu de Jésus, Ed. du Cerf, avril 1987[3]
- Jésus de Nazareth, 1999
- The Catholic Epistles and the Tradition, (BEThL 176), Leuven, Leuven University Press – Peeters, XXIV, 2004, 569 p.
- "Le corpus des épîtres catholiques", dans J. Schlosser (éd.), The Catholic Epistles and the Tradition (BEThL 176), Louvain, Presses universitaires de Louvain – Peeters, 2004, p. 3-41.
- "La genèse des évangiles", Notre Histoire 219, mars 2004, p. 39-43.
- "Jésus de Nazareth, un juif enraciné et libre", Esprit et Vie 120, janvier 2005, p. 1-8.
- "Vatername Gottes : IV, NT", Religion in Geschichte und Gegenwart 4, VIII, 2005, col. 891-892.
- "Christologie du Nouveau Testament et liturgie", dans A. Passoni dell’ Acqua (éd.), Il Vostro Frutto Rimanga, (FS G. Ghiberti), Bologne, Dehoniane, 2005, p. 297-308.
- À la recherche de la Parole : Études d'exégèse et de théologie biblique 2006
- La première épître de Pierre, éditions du Cerf, avril 2011
- Le groupe des Douze. Les lueurs de l'histoire, éditions du Cerf, avril 2014

### Livres en collaboration
- Les Paraboles évangéliques, ACFEB (Association Catholique Française pour l'Etude de la Bible), 1989
- L'Institution de l'histoire, II, 1989
- Temps et eschatologie, éditions du Cerf, 1994
- Ce Dieu qui vient, Cerf, 1995
- La Sagesse biblique ACFEB, 1995
- L'Évangile exploré, Cerf, 1996
- Paul de Tarse, ACFEB, 1996
- Procès de Jésus, procès des Juifs ?, Cerf, 1998
- Jésus de Nazareth - Nouvelles approches d'une énigme, Labor et fides, 1998
- L'Église à venir, Cerf, 1999
- Typologie biblique, Cerf, 2002
- Le cas Jésus Christ, Bayard, 2002
- Christologie, Cerf, 2003
- L'Origine du christianisme, Esprit et Vie, 2006